# Clementina Otero
Clementina Otero de Barrios (13 de septiembre de 1909-30 de septiembre de 1996) fue una actriz mexicana que formó parte de los pioneros de teatro de teatro mexicano de vanguardia. Fue la última sobreviviente del grupo Los Contemporáneos.
Otero fue hija de Antonio Otero Moreno y de Clementina Mena Cantón. Se tiene conocimiento de que, cuando Clementina tenía 17 años, Celestino Gorostiza, quien estaba relacionado con su hermana mayor, Araceli, le pidió permiso a la madre de ellas para hacer de Clementina una actriz. Hizo su debut en el Teatro Ulises, donde llegó a ser reconocida. Durante este tiempo, el poeta Gilberto Owen, quien también era parte del grupo de teatro, se enamoró de ella y le escribió una serie de cartas de amor. Tuvo una amistad intensa con Xavier Villaurrutia, quien la hizo particípe de sus osadas aventuras teatrales. Más tarde, Otero también fue actriz del Teatro Orientación.
Posteriormente, Clementina Otero fue directora de la Escuela Nacional de Arte Teatral del Instituto Nacional de Bellas Artes y Literatura (INBA). Estuvo casada con Carlos Barrios Castelazo con quien procreó una hija llamada Marinela.